# Kukar
Kukar är en liten ort i södra Kroatien. Orten ligger i skuggan av berget Dinara och  hör administrativt till Vrlikas kommun i Split-Dalmatiens län.

## Befolkning
I orten bor både kroater och serber.